# 아밀로오디늄 오셀라툼
아밀로오디늄 오셀라툼(학명: Amyloodinium ocellatum)은 기생성 와편모충류로 전세계의 기수 또는 해수 지역에 널리 분포하고 있다. 어류 등 수생 생물에 기생하여 산호 어류병을 일으키는 원인이다. 다양한 환경과 수많은 숙주에 성공적으로 적응할 수 있다. 척삭동물, 절지동물, 연체동물, 편형동물 등을 숙주로 기생하는 것이 확인되었다. 진골어류와 판새어류에도 기생할 수 있는 유일한 와편모충류이다. 어종, 계절, 양식 밀도, 기생 정도 등에 따라 다를 수 있으나 아밀로오디늄 오셀라툼의 기생은 급성 발병률과 폐사율이 100%에 가까워 감염된 숙주를 감염 12시간 내에 사망에 이르게 할 수 있다.

## 생활사

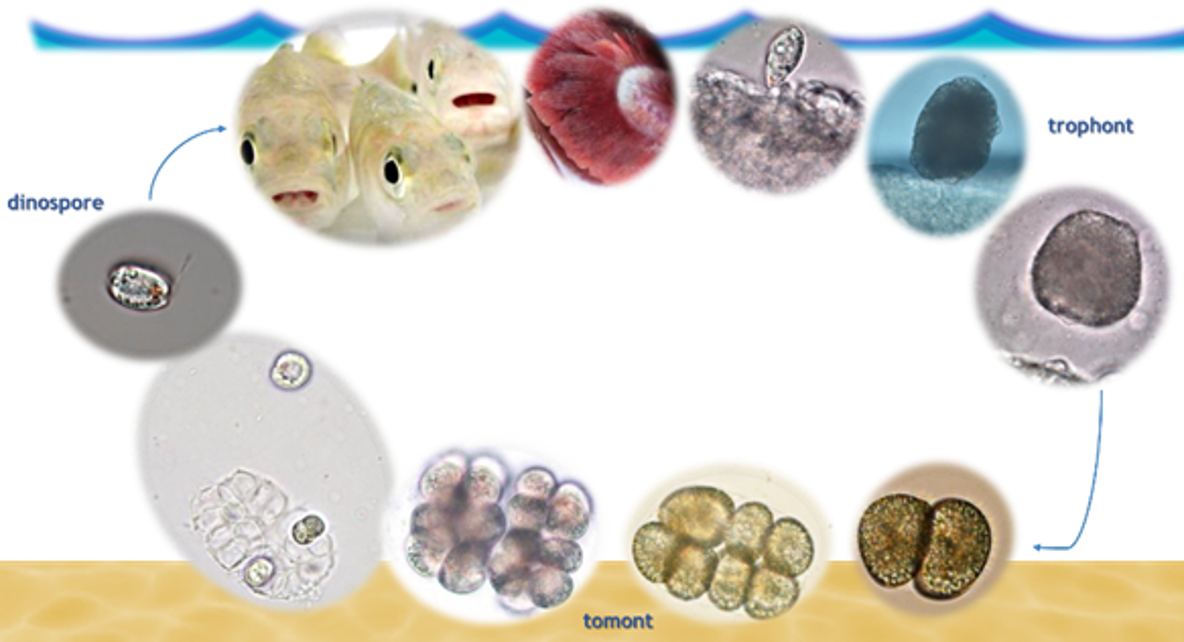
아밀로오디늄 오셀라툼의 생활사

아밀로오디늄 오셀라툼은 중간숙주가 필요로 하지 않는 단순한 생활사를 가지고 있다. 아밀로오디늄 오셀라툼의 생활사는 크게 비기생기와 기생기로 나눌 수 있으며 해수백점충과 유사하게 영양체(영어: Trophont), 분열체(영어: Tomont), 유주자(영어: dinospore)로 3단계의 발달 단계를 가진다. 일반적으로, 23 ~ 27°C의 수온과 30 ~ 35 ppt의 염도를 가진 수중에서 생활사를 완성하는 데 걸리는 시간은 5 ~ 7일 정도이다. 그러나 그보다 극한 환경인 35°C의 수온이나 46 ppt의 염도를 가진 해수, 7 ppt의 염도를 가진 기수 지역에서도 발병이 보고된 바가 있다.
성숙한 아밀로오디늄 오셀라툼이 감염된 숙주로부터 떨어져 나오면 시스트(영어: Cyst)를 형성하여 분열체가 된다. 분열체 단계에서 시스트의 셀룰로오스 낭 안에서 무성생식으로 분열을 일으켜 최대 256개의 유주자를 생성한다. 생성된 유주자는 횡방향의 편모 하나, 종방향의 편모 하나로 2개의 뚜렷한 편모를 가진다. 유주자는 숙주를 찾을 때까지 수중을 자유롭게 유영한다. 숙주를 만난 유주자는 편모가 소실되며 5 ~ 20분 이내로 영양체가 된다. 숙주에 기생하는 단계인 영양체는 족부로 어류 등의 아가미, 지느러미, 피부의 상피세포에 부착하여 가근상 돌기(식물 뿌리 모양의 구조)를 형성해 부착한다. 부착한 영양체는 뿌리 모양의 돌기로 숙주로부터 영양을 취하며 숙주에 심각한 피해를 준다. 2 ~ 6일 정도 영양을 섭취한 영양체는 숙주로부터 떨어져 나와 다시 분열체를 형성한다.

## 형태
숙주에 기생하고 있는 영양체 단계의 아밀로오디늄 오셀라튬은 한 쪽에 가근상 돌기를 가지고 있는 난형 또는 서양배 모양이다. 성숙한 성체는 80µm의 크기로 15µm의 둥근 핵과 다수의 식포, 전분성 과립을 함유하고 있다. 분열체의 크기는 80 ~ 90 µm로 구형 또는 난형의 시스트이다. 유주자는 8–13.5 × 10–12.5 μm의 크기로 전체적으로 둥그나 양 끝이 평평한 형태를 띈다.

## 증상

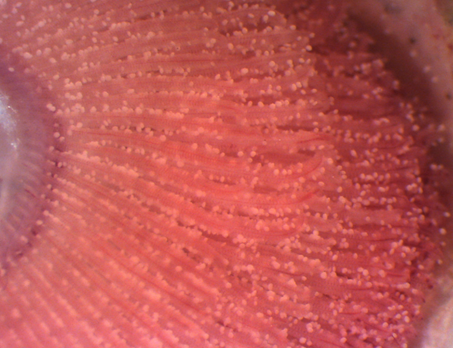
아밀로오디늄 오셀라툼에 감염된 유럽바다농어(European Seabass)의 아가미를 확대한 사진

감염된 숙주의 피부나 지느러미 등 체표에 회황색 물질이 덮고 있다. 감염된 숙주는 돌이나 수조 탱크 벽 등에 몸을 비비며 아가미의 움직임이 빨라진다. 주로 아가미 같은 호흡기관이 주 기생 표적이 되며 감염된 숙주는 호흡이 어려워져 수면 위로 올라와 입을 뻐금거리거나 용존산소가 높은 물로 이동하려고 한다. 질병이 좀 더 진행되면 먹이를 먹지 않고 움직이지 않고 물에 떠 있는다. 감염된 어류의 아가미 상피세포에서 과잉 형성이 일어나 새판이 비후되고 곤봉화된다.

## 치료 및 예방
양식 환경에서 아밀로오디늄 오셀라툼에 감염된 개체를 따로 분리하여 수조 등에 자외선 조사 또는 오존 처리를 하면 수중에 자유유영하고 있는 유주자를 제거할 수 있다. 또는 감염된 개체를 분리한 후 감염된 수조의 수온을 3주간 30 ~ 32°C로 유지하면 아밀로오디늄 오셀라툼의 생활주기를 빠르게 하여 숙주 없이 생존할 수 있는 시간을 줄일 수 있다. 감염된 개체의 경우 치료수조에서 3~4주간 황산구리 약욕을 통해 치료할 수 있다. 황산 구리의 농도는 0.4mg/L의 농도를 초과해서는 안되며 무척추동물이나 상어류와 같이 구리에 매우 민감한 어종의 경우 주의해야 한다.